# Artenir Werner
Artenir Werner (Indaial, 1 de agosto de 1940 — São Paulo, 9 de dezembro de 2020) foi um economista e político brasileiro.

## Vida
Filho de Arnoldo Werner e de Leontina Tomio Werner, bacharelou-se em economia pela Universidade Federal do Paraná em 1961.

## Carreira política
Sua primeira atividade política foi aos 28 anos de idade, quando se elegeu prefeito municipal de Rio do Sul, para o período de 1969 a 1972. Na sua gestão foi criada a banda municipal e leis de incentivo à indústria e serviços de infraestrutura.
Foi deputado federal em três oportunidades: na 46ª legislatura (1979 — 1983), na 47ª legislatura (1983 — 1987) e na 48ª legislatura (1987 — 1991). Depois não mais concorreu. Também foi secretário estadual de cultura, esportes e turismo no governo de Esperidião Amin.
Morreu no dia 9 de dezembro de 2020 em São Paulo, aos 80 anos, de COVID-19.